# Okamejei kenojei
Okamejei kenojei (лат.) — вид хрящевых рыб семейства ромбовых скатов отряда скатообразных. Обитают в умеренных водах северо-западной и центрально-западной части Тихого океана. Встречаются на глубине до 120 м. Их крупные, уплощённые грудные плавники образуют диск в виде ромба. Максимальная зарегистрированная длина 60 см. Откладывают яйца. Являются объектом целевого промысла.

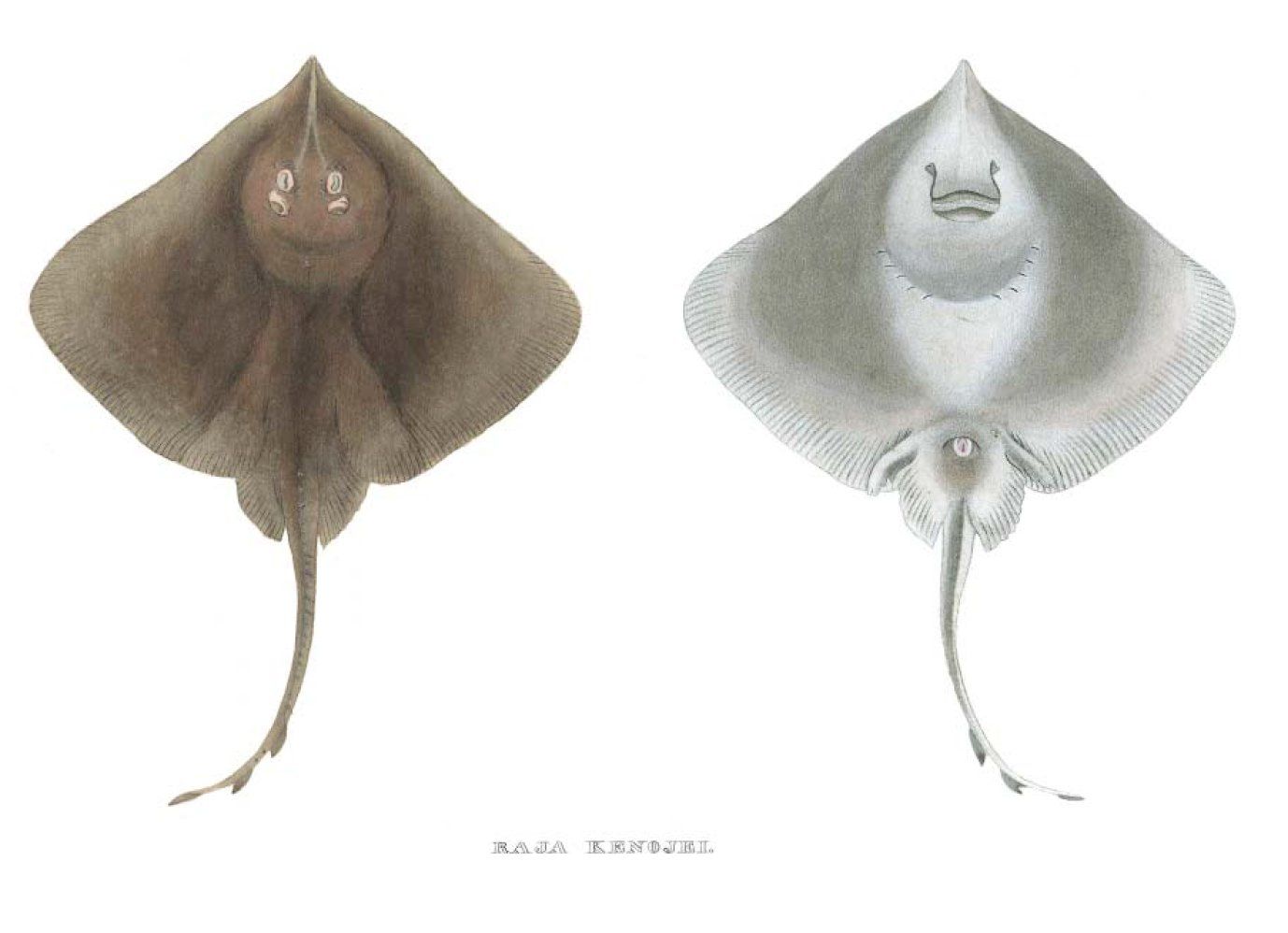
Оригинальная иллюстрация к описанию вида

## Таксономия
Впервые вид был научно описан в 1841 году как Raja kenojei. Имеет многочисленные морфотипы, ставшие причиной таксономической путаницы. В 1987 и 1990 году Raja porosa, R. fusca, R. japonica, R. tobae, R. katsukii и R. atriventralis были признаны синонимами Okamejei kenojei.   

## Ареал
Эти демерсальные океанодромные скаты обитают в северо-западной части Тихого океана. Они широко распространены у берегов Китая от моря Бохай до Шанхая и Тайваня, в водах Кореи и Японии (от северного Хоккайдо до Кюсю), в северной части Жёлтого моря,  Японском, Охотском, Восточно-Китайском и Южно-Китайском море. Встречаются на глубине 20—120 м. Предпочитают илистое песчаное дно.

## Описание
Широкие и плоские грудные плавники этих скатов образуют диск в виде ромба. На вентральной стороне диска расположены 5 жаберных щелей, ноздри и рот. На тонком хвосте имеются латеральные складки. У этих скатов 2 редуцированных спинных плавника и редуцированный хвостовой плавник. Максимальная зарегистрированная длина 60 см. 

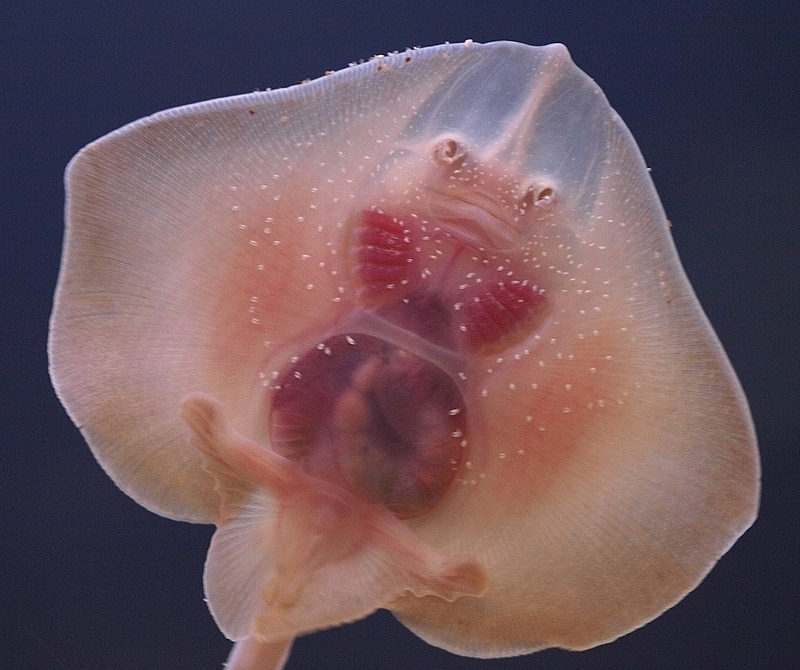
Вентральная сторона диска

## Биология
Эти скаты откладывают яйца, заключённые в жёсткую роговую капсулу с выступами на концах. Длина капсулы 4,8—6,6 см, а ширина 2,9—3,7 см. Эмбрионы питаются исключительно желтком. Молодые скаты смеют тенденцию следовать за крупными объектами, напоминающими их мать. Длина при вылуплении из капсулы 8,2—9,5 см. Самки достигают половой зрелости при длине около 39 см в возрасте 3 года. Продолжительность жизни в неволе до 9 лет, в дикой природе оценивается в 4 года и более. Беременность длится 128—146 дней при средней дневной температуре воды 14,6 °C и около 130 дней в неволе при температуре  14,0 °C. Самки откладывают яйца круглый год, кроме января, попеременно из левого и правого яичника с интервалом от 1 до 3 дней. Плодовитость в течение жизни составляет не менее 300 яиц и достигла у одной особи 600 яиц за четырехлетний период. Эти скаты являются донными хищниками. Основу рациона составляют креветки по меньшей мере 22 видов. Кроме того, они питаются рыбой, например, сельдью, анчоусами, песчанками, лировыми, бычками, горбылями и скорпеновыми.

## Взаимодействие с человеком
В корейских и японских водах, особенно в Жёлтом море, эти скаты являются объектом целевого промысла. Попадаются в качестве прилова в жаберные сети, донные тралы и ставные неводы. Пойманных скатов перерабатывают на рыбную муку. В Японии крылья используют в пищу. Данных для оценки Международным союзом охраны природы охранного статуса вида недостаточно.